# Touro (Spanyolország)
Touro egy község Spanyolországban, A Coruña tartományban. Touro Boqueixón, O Pino, Arzúa és Vila de Cruces községekkel határos. Lakosainak száma 3387 fő (2024).

## Népesség
A település népessége az utóbbi években az alábbiak szerint változott:
| Lakosok száma | 4825 | 4634 | 4448 | 4230 | 4082 | 3853 | 3703 | 3574 | 3495 | 3387 |
|               | 2001 | 2004 | 2006 | 2009 | 2011 | 2014 | 2016 | 2019 | 2021 | 2024 |